# Rush (Troye Sivan)
Rush is een nummer van de Australische zanger Troye Sivan uit 2023. Het is de eerste single van zijn derde studioalbum Something to Give Each Other.
"Rush" gaat over feesten, eindeloze nachten, en seks. Het nummer is een eerbetoon aan de wilde nachten die Troye Sivan doorbracht met feesten in de Smith Street in Melbourne. De plaat werd in veel landen een hit. Zo bereikte het de 12e positie in Sivans thuisland Australië. In de Nederlandse Top 40 was het succes iets bescheidener, daar bereikte het de 30e positie.

## Tracklijst
Muziekdownload
1. "Rush" - 2:36